# Tommy Kron
Thomas M. "Tommy" Kron (Owensboro, Kentucky, 28 de febrero de 1943-Louisville, Kentucky,
29 de noviembre de 2007) fue un jugador de baloncesto estadounidense que disputó tres temporadas en la NBA y una más en la ABA. Con 1,73 metros de estatura, jugaba en la posición de base.

## Trayectoria deportiva

### Universidad
Jugó durante tres temporadas con los Wildcats de la Universidad de Kentucky, en las que promedió 9,1 puntos y 6,3 rebotes por partido. En su temporada júnior, en 1965, fue elegido en el mejor quinteto de la Southeastern Conference por los entrenadores.

### Profesional
Fue elegido en la vigésimo cuarta posición del Draft de la NBA de 1966 por St. Louis Hawks, donde jugó una temporada en la que apenas contó para su entrenador, Richie Guerin, saltando a pista únicamente en 32 partidos, en los que promedió 2,1 puntos y 1,4 asistencias.
Al año siguiente se produjo un Draft de Expansión por la llegada de nuevos equipos a la liga, siendo elegido por los Seattle SuperSonics. En su primera temporada actuó como suplente de Mahdi Abdul-Rahman, promediando 9,7 puntos y 4,7 rebotes por partido. en la temporada siguiente, la llegada al equipo de Lenny Wilkens y de Art Harris le restó protagonismo, pasando a jugar menos de 15 minutos por partido, promediando 5,1 puntos y 2,8 rebotes por encuentro.
En 1969 se desvincula de los Sonics, cambiando de liga para fichar por los Kentucky Colonels de la ABA, donde jugaría su última temporada como profesional.

## Estadísticas de su carrera en la NBA y la ABA

### Temporada regular
| Temporada | Edad | Equipo              | Liga  | P   | TIT | MIN  | TC  | TCA | %TC  | 3P  | 3PA | %3P  | TL  | TLA | %TL  | R.OF. | R.DEF. | REB | ASIS | ROB | TAP | PER | FP  | PTS |
| 1966-67   | 23   | St. Louis Hawks     | NBA   | 32  |     | 6.9  | 0.8 | 2.7 | .310 |     |     |      | 0.4 | 0.6 | .684 |       |        | 1.1 | 1.4  |     |     |     | 1.1 | 2.1 |
| 1967-68   | 24   | Seattle SuperSonics | NBA   | 76  |     | 23.6 | 3.6 | 9.2 | .396 |     |     |      | 2.4 | 3.1 | .790 |       |        | 4.7 | 3.7  |     |     |     | 3.0 | 9.7 |
| 1968-69   | 25   | Seattle SuperSonics | NBA   | 76  |     | 14.8 | 1.9 | 4.9 | .392 |     |     |      | 1.3 | 1.8 | .701 |       |        | 2.8 | 2.5  |     |     |     | 2.4 | 5.1 |
| 1969-70   | 26   | Kentucky Colonels   | ABA   | 40  |     | 12.3 | 1.4 | 3.7 | .374 | 0.2 | 0.5 | .368 | 1.0 | 1.2 | .891 | 0.6   | 1.1    | 1.7 | 2.2  |     |     | 1.5 | 2.0 | 4.0 |
| Total     |      |                     | TOTAL | 224 |     | 16.2 | 2.3 | 5.8 | .387 | 0.2 | 0.5 | .368 | 1.5 | 1.9 | .768 | 0.6   | 1.1    | 3.0 | 2.7  |     |     | 1.5 | 2.3 | 6.0 |
|           |      |                     | NBA   | 184 |     | 17.1 | 2.4 | 6.3 | .389 |     |     |      | 1.6 | 2.1 | .753 |       |        | 3.3 | 2.8  |     |     |     | 2.4 | 6.5 |
|           |      |                     | ABA   | 40  |     | 12.3 | 1.4 | 3.7 | .374 | 0.2 | 0.5 | .368 | 1.0 | 1.2 | .891 | 0.6   | 1.1    | 1.7 | 2.2  |     |     | 1.5 | 2.0 | 4.0 |

### Playoffs
| Temp.   | Edad | Equipo          | Liga | P | MIN | TCA | TC | 3PA | 3P | TLA | TL | R.OF. | REB | ASIS | ROB | TAP | PER | FP | PTS | %TC  | %3P | %FT | MIN | PTS | REB | AST |
| 1966-67 | 23   | St. Louis Hawks | NBA  | 1 | 1   | 0   | 1  |     |    | 0   | 0  |       | 0   | 0    |     |     |     | 1  | 0   | .000 |     |     | 1.0 | 0.0 | 0.0 | 0.0 |
| Total   |      |                 | NBA  | 1 | 1   | 0   | 1  |     |    | 0   | 0  |       | 0   | 0    |     |     |     | 1  | 0   | .000 |     |     | 1.0 | 0.0 | 0.0 | 0.0 |